# René Kieffer
Pour les articles homonymes, voir René Kieffer (homonymie).
René-Albert Kieffer est un relieur, éditeur et libraire français, né le 5 avril 1876 dans le 3e arrondissement de Paris, ville où il est mort le 8 septembre 1963 dans le 7e arrondissement.

## Parcours
René Kieffer a été formé à l'École Estienne puis a commencé sa carrière en tant que relieur sous la houlette de Marius Michel avant de diriger son propre atelier. Il a aussi réalisé des reliures dessinées par Pierre Legrain et destinées au couturier Jacques Doucet. Il reste connu pour ses reliures art-déco. De la reliure, il étend en 1909 ses activités à l'édition, qu'il supervise lui-même, recevant l'enseignement d'Auguste Blaizot, Georges Crès et Albert Messein. Il édite surtout des ouvrages d'auteurs classiques dans des éditions de luxe ou demi-luxe très originales pour lesquelles il peut fournir des reliures allant du cartonnage d'éditeur à la reliure d'art.
Son atelier fondé en 1901 à Paris  est très actif dans les années 1920-1940. On y croise quantité de graveurs et d'illustrateurs, dont Pierre Brissaud, Joseph Hémard, Sylvain Sauvage, Jacques Touchet, Jean-Baptiste Vettiner. 
Il tenait à partir des années 1950 et jusqu'à sa mort, une librairie située au 46 rue Saint-André-des-Arts, reprise ensuite par sa famille.
Il est inhumé au cimetière du Père-Lachaise (87e division, case no 3178).